# Sarah Buchholzer
Sarah Buchholzer (* 2000 in Freiburg im Breisgau) ist eine deutsche Schauspielerin.

## Leben
Buchholzer besuchte 2017 das  Jugendfilmcamp Arendsee. 2019 wirkte sie in einem Kurzfilm mit, spielte im Tatort Lakritz eine Rolle und war von August 2019 bis Februar 2020 in der Hauptrolle „Marie Bender“ bei Herz über Kopf zu sehen.

## Filmografie
- 2019: Elenore (Kurzfilm)
- 2019: Tatort: Lakritz (Fernsehserie)
- 2019–2020: Herz über Kopf (Fernsehserie)
- 2020: Sunny – Wer bist du wirklich? (Fernsehserie)
- 2020: SOKO Stuttgart – Burlesque (Fernsehserie)
- 2022: Tatort: Vier Jahre (Fernsehreihe)
- 2023: In aller Freundschaft – Die jungen Ärzte – Feuerprobe (Fernsehserie)
- seit 2024: Rote Rosen (Fernsehserie)